# Championnats d'Europe d'athlétisme 2018
Navigation
Les 24es Championnats d'Europe d'athlétisme se déroulent du 6 au 12 août 2018 à Berlin, en Allemagne, comme en a décidé en novembre 2013 l'Association européenne d'athlétisme. Berlin a remporté cette organisation en étant seule en lice après le retrait de Budapest. Ils ont lieu pour l’essentiel dans le Stade olympique de Berlin, mais aussi pour quelques épreuves à l’« European Mile », un site provisoire, à proximité immédiate de l’Église du Souvenir de Berlin où sont remises également la plupart des médailles. C'est la troisième fois que l'Allemagne organise cette compétition, après Stuttgart 1986 et Munich 2002. Elle a lieu dans le cadre des championnats sportifs européens 2018, première édition des championnats sportifs européens par ailleurs organisée à Glasgow.

## Organisation

### Calendrier
2018 n'étant pas une année olympique, les Championnats d'Europe 2018 comportent les épreuves de marathon et de marche. L'épreuve de semi-marathon n'est disputée que lors des années olympiques. La Coupe d’Europe de marathon devient une compétition par équipes, masculine et féminine, comportant une attribution officielle de médailles.
| H | Séries | Q | Qualifications | ½ | Demi-finales | F | Finale |

| Date →            | 6 | 7 | 7 | 7 | 8 | 8 | 9 | 9 | 10 | 10 | 10 | 11 | 11 | 12 | 12 | 12 |
| Épreuve ↓         | A | M | A | A | M | A | M | A | M  | A  | A  | M  | A  | M  | A  | A  |
| ----------------- | - | - | - | - | - | - | - | - | -- | -- | -- | -- | -- | -- | -- | -- |
| 100 m             | H |   | ½ | F |   |   |   |   |    |    |    |    |    |    |    |    |
| 200 m             |   |   |   |   | H | ½ |   | F |    |    |    |    |    |    |    |    |
| 400 m             |   | H |   |   |   | ½ |   |   |    | F  | F  |    |    |    |    |    |
| 800 m             |   |   |   |   |   |   | H |   |    | ½  | ½  |    | F  |    |    |    |
| 1 500 m           |   |   |   |   | H |   |   |   |    | F  | F  |    |    |    |    |    |
| 5 000 m           |   |   |   |   |   |   |   |   |    |    |    |    | F  |    |    |    |
| 10 000 m          |   |   | F | F |   |   |   |   |    |    |    |    |    |    |    |    |
| Marathon          |   |   |   |   |   |   |   |   |    |    |    |    |    | F  |    |    |
| 3 000 m steeple   |   | H |   |   |   |   |   | F |    |    |    |    |    |    |    |    |
| 110 m haies       |   |   |   |   |   |   | H |   |    | ½  | F  |    |    |    |    |    |
| 400 m haies       | H |   | ½ | ½ |   |   |   | F |    |    |    |    |    |    |    |    |
| Décathlon         |   | F | F | F | F | F |   |   |    |    |    |    |    |    |    |    |
| Saut en hauteur   |   |   |   |   |   |   |   | Q |    |    |    |    | F  |    |    |    |
| Saut à la perche  |   |   |   |   |   |   |   |   | Q  |    |    |    |    |    | F  | F  |
| Saut en longueur  | Q |   |   |   |   | F |   |   |    |    |    |    |    |    |    |    |
| Triple saut       |   |   |   |   |   |   |   |   | Q  |    |    |    |    |    | F  | F  |
| Lancer du poids   | Q |   | F | F |   |   |   |   |    |    |    |    |    |    |    |    |
| Lancer du disque  |   | Q |   |   |   | F |   |   |    |    |    |    |    |    |    |    |
| Lancer du marteau | Q |   | F | F |   |   |   |   |    |    |    |    |    |    |    |    |
| Lancer du javelot |   |   |   |   | Q |   |   | F |    |    |    |    |    |    |    |    |
| 20 km marche      |   |   |   |   |   |   |   |   |    |    |    | F  |    |    |    |    |
| 50 km marche      |   | F |   |   |   |   |   |   |    |    |    |    |    |    |    |    |
| 4 × 100 m         |   |   |   |   |   |   |   |   |    |    |    |    |    |    | H  | F  |
| 4 × 400 m         |   |   |   |   |   |   |   |   | H  |    |    |    | F  |    |    |    |

| Date →            | 6 | 7 | 7 | 7 | 8 | 8 | 9 | 9 | 9 | 10 | 10 | 11 | 11 | 12 | 12 | 12 |
| Épreuve ↓         | A | M | A | A | M | A | M | A | A | M  | A  | M  | A  | M  | A  | A  |
| ----------------- | - | - | - | - | - | - | - | - | - | -- | -- | -- | -- | -- | -- | -- |
| 100 m             | H |   | ½ | F |   |   |   |   |   |    |    |    |    |    |    |    |
| 200 m             |   |   |   |   |   |   |   |   |   | H  | ½  |    | F  |    |    |    |
| 400 m             |   |   |   |   | H |   |   | ½ | ½ |    |    |    | F  |    |    |    |
| 800 m             |   | H |   |   |   | ½ |   |   |   |    | F  |    |    |    |    |    |
| 1500 m            |   |   |   |   |   |   |   |   |   | H  |    |    |    |    | F  | F  |
| 5 000 m           |   |   |   |   |   |   |   |   |   |    |    |    |    |    | F  | F  |
| 10 000 m          |   |   |   |   |   | F |   |   |   |    |    |    |    |    |    |    |
| Marathon          |   |   |   |   |   |   |   |   |   |    |    |    |    | F  |    |    |
| 3 000 m steeple   |   |   |   |   |   |   |   |   |   | H  |    |    |    |    | F  | F  |
| 100 m haies       |   |   |   |   | H |   |   | ½ | F |    |    |    |    |    |    |    |
| 400 m haies       |   | H |   |   |   | ½ |   |   |   |    | F  |    |    |    |    |    |
| Heptathlon        |   |   |   |   |   |   | F | F | F | F  | F  |    |    |    |    |    |
| Saut en hauteur   |   |   |   |   |   | Q |   |   |   |    | F  |    |    |    |    |    |
| Saut à la perche  |   |   | Q | Q |   |   |   | F | F |    |    |    |    |    |    |    |
| Saut en longueur  |   |   |   |   |   |   | Q |   |   |    |    |    | F  |    |    |    |
| Triple saut       |   |   |   |   | Q |   |   |   |   |    | F  |    |    |    |    |    |
| Lancer du poids   |   | Q |   |   |   | F |   |   |   |    |    |    |    |    |    |    |
| Lancer du disque  |   |   |   |   |   |   | Q |   |   |    |    |    | F  |    |    |    |
| Lancer du marteau |   |   |   |   |   |   |   |   |   | Q  |    |    |    |    | F  | F  |
| Lancer du javelot |   |   |   |   |   |   |   | Q | Q |    | F  |    |    |    |    |    |
| 20 km marche      |   |   |   |   |   |   |   |   |   |    |    | F  |    |    |    |    |
| 50 km marche      |   | F |   |   |   |   |   |   |   |    |    |    |    |    |    |    |
| 4 × 100 m         |   |   |   |   |   |   |   |   |   |    |    |    |    |    | H  | F  |
| 4 × 400 m         |   |   |   |   |   |   |   |   |   | H  |    |    | F  |    |    |    |

## Compétition

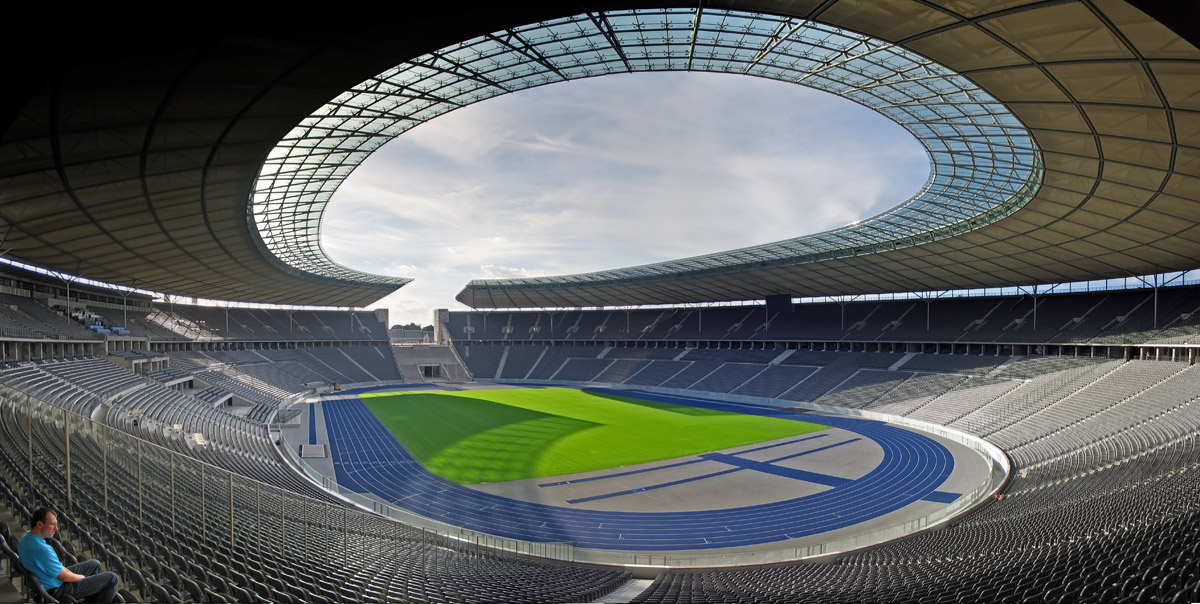
Vue d'ensemble du stade olympique

### Critères de qualification

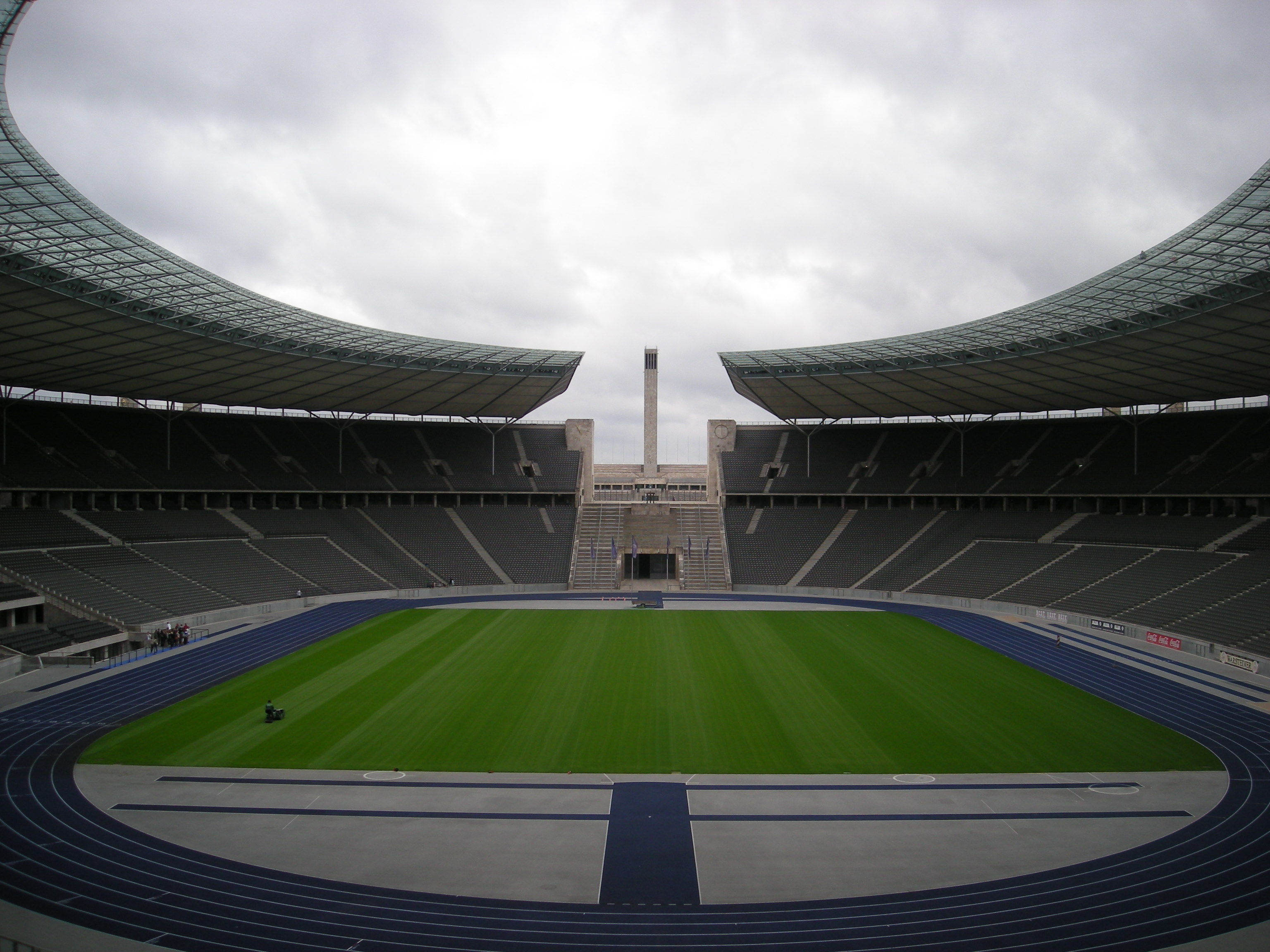
Le Stade olympique de Berlin.

| Épreuve                   | Hommes              | Femmes                                        |
| ------------------------- | ------------------- | --------------------------------------------- |
| 100 m                     | 10 s 35             | 11 s 50                                       |
| 200 m                     | 20 s 90             | 23 s 50                                       |
| 400 m                     | 46 s 70             | 53 s 40                                       |
| 800 m                     | 1 min 47 s 60       | 2 min 2 s 50                                  |
| 1 500 m                   | 3 min 40 s 00       | 4 min 12 s 00                                 |
| 5 000 m                   | 13 min 42 s 00      | 15 min 40 s 00                                |
| 10 000 m                  | 28 min 55 s 00      | 33 min 20 s 00                                |
| Marathon                  | pas de minimas      | pas de minimas                                |
| 110 m haies / 100 m haies | 13 s 85             | 13 s 25                                       |
| 400 m haies               | 50 s 70             | 57 s 70                                       |
| 3 000 m steeple           | 8 min 40 s 00       | 9 min 55 s 00                                 |
| Relais 4 × 100 m          | 16 meilleurs temps, | 16 meilleurs temps                            |
| Relais 4 × 400 m          | 16 meilleurs temps  | 16 meilleurs temps                            |
| 20 km marche              | 1 h 25 min 0 s      | 1 h 37 min 0 s                                |
| 50 km marche              | 4 h 8 min 0 s       | 4 h 50 min 0 s ou 1 h 39 min sur 20 km marche |
| Saut en hauteur           | 2,26 m              | 1,90 m                                        |
| Saut à la perche          | 5,55 m              | 4,45 m                                        |
| Saut en longueur          | 7,95 m              | 6,60 m                                        |
| Triple saut               | 16,60 m             | 13,90 m                                       |
| Lancer du poids           | 19,90 m             | 16,50 m                                       |
| Lancer du disque          | 63,50 m             | 56,00 m                                       |
| Lancer du marteau         | 74,00 m             | 69,00 m                                       |
| Lancer du javelot         | 80,00 m             | 59,00 m                                       |
| Décathlon / Heptathlon    | 7 850 pts           | 5 900 pts                                     |

### Forfaits
Le 29 mai, l'Allemand Rico Freimuth (décathlon), vice-champion du monde en titre, déclare forfait en raison d'une « fatigue mentale ».
Le 2 juillet, les athlètes français Christophe Lemaitre (200 m, 4 × 100 m) et Yohann Diniz (50 km marche) déclarent forfait pour la compétition pour cause de blessure. Diniz était par ailleurs le triple tenant du titre,.
Le 6 juillet, l'heptathlonienne française Antoinette Nana Djimou annonce son forfait en raison d'une blessure à l'ischio-jambier.
Le 18 juillet, le marathonien italien Daniele Meucci renonce à participer, manquant une compétition majeure pour la première fois depuis 2009.
Ce même jour, la Hongroise Anita Márton, championne d'Europe et du monde en salle du lancer du poids, annonce son forfait en raison d'une blessure au genou.
Le 22 juillet, le double champion d'Europe en titre du saut en longueur, le Britannique Greg Rutherford, renonce à participer, manquant de forme, notamment après ses 7,55 m au meeting de Londres le jour même.
Le 30 juillet, le champion d'Europe en titre du lancer du javelot, le Letton Zigismunds Sirmais, annonce son forfait en raison d'une blessure à l'épaule.
Le 2 août, la sauteuse en longueur et triple-sauteuse française Yanis David annonce son forfait en raison d'un lésion aux muscles ischio-jambiers.
Le 8 août, le Biélorusse Dzmitry Nabokau, qui en 2018 détenait la meilleure marque des sauteurs en hauteur inscrits avec 2,36 m, ne figure plus dans les deux groupes de qualification.

### Participation
- Listes de référence pour les qualifications

La Fédération russe d'athlétisme est toujours suspendue. Ne pourront participer en raison du dopage en Russie que des athlètes neutres autorisés.
Le 1er août 2018 sont annoncés 1 572 inscrits aux compétitions dont 878 hommes et 744 femmes, en provenance de 49 fédérations, sans compter les athlètes ANA et ART.
Quarante-neuf pays membres de l'Association européenne d'athlétisme (manque le Liechtenstein) participent à ces championnats d'Europe 2018, ainsi que les 30 athlètes neutres autorisés sous la bannière ANA et un athlète réfugié sous la bannière ART mais qui ne prend pas le départ.
| - Albanie (3) - Allemagne (140) - Andorre (1) - Arménie (2) - Autriche (17) - Azerbaïdjan (3) - Belgique (35) - Biélorussie (38) - Bosnie-Herzégovine (6) - Bulgarie (14) - Chypre (11) - Croatie (22) - Danemark (11) | - Espagne (99) - Estonie (22) - Finlande (47) - France (84) - Géorgie (3) - Gibraltar (3) - Grèce (37) - Hongrie (35) - Irlande (43) - Islande (4) - Israël (9) - Italie (91) - Kosovo (2) | - Lettonie (18) - Lituanie (27) - Luxembourg (3) - Macédoine du Nord (2) - Malte (2) - Moldavie (6) - Monaco (1) - Monténégro (4) - Norvège (33) - Pays-Bas (43) - Pologne (86) - Portugal (37) | - Tchéquie (51) - Roumanie (36) - Royaume-Uni (111) - Saint-Marin (2) - Serbie (12) - Slovaquie (21) - Slovénie (10) - Suède (68) - Suisse (52) - Turquie (43) - Ukraine (88) |

### Faits marquants

#### 7 août
Lors de la deuxième journée de compétition, le 7 août, le stade olympique de Berlin assiste à un triple échec des Français Kevin Mayer, Ruben Gado et Romain Martin au saut en longueur du décathlon. Les décathloniens sont incapables de valider un essai (planche mordue à chacun de leurs trois essais). Tandis que Kevin Mayer, champion du monde en titre, renonce, ses deux compatriotes, Ruben Gado et Romain Martin décident de continuer le décathlon. Sur 400 m hommes, trois des quatre séries sont remportées par trois frères : Kévin Borlée, Jonathan Borlée et Dylan Borlée, une première dans l'histoire. À noter que chaque pays ne peut aligner que trois représentants dans une épreuve. Aux qualifications du lancer du disque masculin, le champion d'Europe en titre Piotr Małachowski et le champion olympique en titre Christoph Harting échouent tous les deux à se qualifier pour la finale, mordant leurs trois essais,. La Portugaise Inês Henriques remporte l'épreuve inaugurale du 50 km marche féminin en 4 h 9 min 21 s, établissant logiquement le record des championnats. Lors des demi-finales du 100 m, le Français Jimmy Vicaut bat le record des championnats d'Europe en 9 s 97 (+0,4 m/s), effaçant les 9 s 99 du Portugais Francis Obikwelu datant de 2006. En finale, le Britannique Zharnel Hughes profite du forfait sur blessure de Vicaut pour remporter le titre et abaisser le record des championnats à 9 s 95 (0,0 m/s). La Britannique Dina Asher-Smith remporte le titre européen sur 100 m en 10 s 85, égalant à cette occasion la meilleure performance mondiale de l'année.

#### 8 août
12 athlètes réalisent la qualification automatique (14,05 m) pour la finale du triple saut féminin. Cela n'était jamais arrivé dans l'histoire de la discipline aux championnats d'Europe. Sur le 1 500 m masculin, les « frères Ingebrigtsen » (Henrik, Jakob, Filip) se qualifient tous les trois pour la finale, un exploit jamais réalisé dans l'histoire du sport. L'Allemand Arthur Abele remporte la première médaille d'or pour son pays, à domicile, sur l'épreuve du décathlon. Après des années de blessures, l'athlète de 32 ans décroche son premier titre majeur. L'Israélienne Lonah Chemtai Salpeter décroche le premier titre féminin pour Israël aux championnats d'Europe d'athlétisme. Le champion du monde du 400 m haies Karsten Warholm, qui tente le doublé historique 400 m / 400 m haies, se qualifie pour la finale du 400 m en remportant sa demi-finale. Il avait déjà remporté sa demi-finale sur les haies la veille.

#### 9 août
6,61 m étaient nécessaires pour prendre la 12e et dernière place qualificative au saut en longueur féminin. C'est le deuxième concours le plus dense de l'histoire des championnats d'Europe, après 2010 à Barcelone (12e avec 6,62 m). Le Turc Ramil Guliyev remporte la finale du 200 m en 19 s 76, bat le record des championnats, et devient le second meilleur performeur européen de l'histoire derrière l'Italien Pietro Mennea (19 s 72). Au saut à la perche féminin, la Grecque Ekateríni Stefanídi remporte son deuxième titre consécutif et bat le record des championnats avec 4,85 m. Au 3 000 m steeple, le Français Mahiedine Mekhissi-Benabbad remporte son 4e titre sur la distance (après 2010, 2012 et 2016, disqualifié après sa victoire en 2014).

#### 10 août
Le meilleur performeur européen du 800 m masculin, Saúl Ordóñez, est éliminé en demi-finale. La Russe Mariya Lasitskene remporte son premier titre européen au saut en hauteur, et confirme sa domination après ses titres mondiaux en plein air en 2017 et en salle en mars 2018. À l'heptathlon, la Belge Nafissatou Thiam fait de même en remportant l'or avec 6 816 points, meilleure performance mondiale de l'année. Elle ajoute ce titre à celui olympique (2016), européen en salle (2017) et mondial (2017). Au triple saut féminin, la Grecque Paraskeví Papahrístou remporte le troisième titre de son pays, en un même nombre de jours, grâce à un saut à 14,60 m. Sur le 400 m haies féminin, la Suissesse Lea Sprunger devient la première femme de son pays à remporter un titre européen sur une course. Sur le 800 m féminin, l'Ukrainienne Nataliya Pryshchepa conserve son titre remporté en 2016. Sur 110 m haies, le Français Pascal Martinot-Lagarde bat de deux millièmes de seconde le champion 2012 et 2014 Sergueï Choubenkov, en 13 s 17. Au lancer du javelot féminin, l'Allemande Christin Hussong s'impose à domicile et bat le record des championnats avec 67,90 m, et devance ses dauphines de plus de six mètres. Enfin, sur 1 500 m, le Norvégien Jakob Ingebrigtsen devient à 17 ans et 324 jours le plus jeune athlète titré sur une épreuve de course aux championnats d'Europe d'athlétisme.

#### 11 août
Les épreuves du 20 km marche, avec départ simultané en raison d’une alerte au gaz qui retarde le départ de l’épreuve féminine, sont toutes deux remportées par l'Espagne, avec Álvaro Martín et María Pérez. L’Espagnole bat à l’occasion le record des Championnats. Plusieurs forfaits sont annoncés pour cette 5e journée de compétition : au 5 000 m hommes, le Français Mahiedine Mekhissi-Benabbad et le Norvégien Filip Ingebrigtsen ne prendront pas le départ de la course, tandis qu'au saut en longueur femmes la tenante du titre, la Serbe Ivana Španović est contrainte de se retirer de la finale à cause d'une rupture du tendon d'Achille. La Polonaise Justyna Święty-Ersetic devient la première femme de son pays à remporter le titre européen sur 400 m, en 50 s 45. Sur 200 m, la Britannique Dina Asher-Smith accomplit son doublé 100 m / 200 m en remportant la médaille d'or en 21 s 89, meilleure performance mondiale de l'année et record national. Sur les relais 4 × 400 m, les Belges, chez les hommes, conservent leur titre acquis en 2016, tandis que la Pologne s'impose chez les femmes.

#### 12 août
Le Belge Koen Naert remporte le marathon masculin en 2 h 9 min 51 s, nouveau record des championnats. Chez les femmes, la Biélorusse Volha Mazuronak remporte le titre, après avoir énormément saigné du nez en début de course. Pour sa première apparition aux programmes des Championnats d'Europe, le marathon par équipes est remporté par l'Italie chez les hommes et la Biélorussie chez les femmes. Au lancer de marteau, la Française Alexandra Tavernier bat le record de France lors de son premier jet. Lors de la finale du 5 000 m femmes, l'Israélienne Lonah Chemtai Salpeter s'arrête un tour en avance, pensant avoir franchi la ligne d'arrivée et gagné la course, ce qui la prive de médaille. Le concours de la perche atteint un niveau jamais vu dans une compétition internationale, avec deux compétiteurs franchissant les 6 mètres et les cinq premiers à plus de 5,85 m. Le Suédois Armand Duplantis, 18 ans, s'impose devant Timur Morgunov et Renaud Lavillenie, le tenant du titre, avec une marque de 6,05 m qui constitue un record des championnats, un record du monde junior, un record de Suède et, à la faveur du règlement de la fédération américaine d'athlétisme, un record des États-Unis d'athlétisme puisqu'il suffit d'être américain (et non de concourir pour le pays) pour pouvoir détenir un tel record.

## Podiums

### Hommes
| Épreuves               | Or | Argent | Bronze |
| ---------------------- | --- | --- | --- |
| 100 m (vent nul)       | Zharnel Hughes 9 s 95 (CR)                                                                                             | Reece Prescod 9 s 96 (=NU23R)                                                                                   | Jak Ali Harvey 10 s 01                                                                                         |
| 200 m                  | Ramil Guliyev 19 s 76 (CR, NR)                                                                                         | Nethaneel Mitchell-Blake 20 s 04 (SB)                                                                           | Alex Wilson 20 s 04 (NR)                                                                                       |
| 400 m                  | Matthew Hudson-Smith 44 s 78                                                                                           | Kévin Borlée 45 s 13                                                                                            | Jonathan Borlée 45 s 19                                                                                        |
| 800 m                  | Adam Kszczot 1 min 44 s 59                                                                                             | Andreas Kramer 1 min 45 s 03 (=NR)                                                                              | Pierre-Ambroise Bosse 1 min 45 s 30                                                                            |
| 1 500 m                | Jakob Ingebrigtsen 3 min 38 s 10                                                                                       | Marcin Lewandowski 3 min 38 s 14                                                                                | Jake Wightman 3 min 38 s 25                                                                                    |
| 5 000 m                | Jakob Ingebrigtsen 13 min 17 s 06 (EU20R)                                                                              | Henrik Ingebrigtsen 13 min 18 s 75                                                                              | Morhad Amdouni 13 min 19 s 14 (SB)                                                                             |
| 10 000 m               | Morhad Amdouni 28 min 11 s 22                                                                                          | Bashir Abdi 28 min 11 s 76                                                                                      | Yemaneberhan Crippa 28 min 12 s 15                                                                             |
| Marathon               | Koen Naert 2 h 9 min 51 s (CR)                                                                                         | Tadesse Abraham 2 h 11 min 24 s                                                                                 | Yassine Rachik 2 h 12 min 9 s (PB)                                                                             |
| Marathon par équipes   | Italie Yassine Rachik Eyob Faniel Stefano La Rosa 6 h 40 min 48 s (CR)                                                 | Espagne Javier Guerra Jesús España Camilo Santiago 6 h 42 min 43 s Pedro Nimo Iraitz Arrospide                  | Autriche Lemawork Ketema Peter Herzog Christian Steinhammer 6 h 49 min 28 s                                    |
| 110 m haies (vent nul) | Pascal Martinot-Lagarde 13 s 17 (SB)                                                                                   | Sergueï Choubenkov 13 s 17                                                                                      | Orlando Ortega 13 s 34                                                                                         |
| 400 m haies            | Karsten Warholm 47 s 64 (EU23R, NR)                                                                                    | Yasmani Copello 47 s 81 (NR)                                                                                    | Thomas Barr 48 s 31 (SB)                                                                                       |
| 3 000 m steeple        | Mahiedine Mekhissi-Benabbad 8 min 31 s 66                                                                              | Fernando Carro 8 min 34 s 16                                                                                    | Yohanes Chiappinelli 8 min 35 s 81                                                                             |
| 20 km marche           | Álvaro Martín 1 h 20 min 42 s (SB)                                                                                     | Diego García Carrera 1 h 20 min 48 s                                                                            | Vasiliy Mizinov 1 h 20 min 50 s                                                                                |
| 50 km marche           | Maryan Zakalnytskyy 3 h 46 min 32 s                                                                                    | Matej Tóth 3 h 47 min 27 s                                                                                      | Dzmitry Dziubin 3 h 47 min 59 s (PB)                                                                           |
| 4 × 100 m              | Grande-Bretagne CJ Ujah Zharnel Hughes Adam Gemili Harry Aikines-Aryeetey 37 s 80 (SB) Nethaneel Mitchell-Blake        | Turquie Emre Zafer Barnes Jak Ali Harvey Yiğitcan Hekimoğlu Ramil Guliyev 37 s 98 (NR)                          | Pays-Bas Chris Garia Churandy Martina Hensley Paulina Taymir Burnet 38 s 03 (NR)                               |
| 4 × 400 m              | Belgique Dylan Borlée Jonathan Borlée Jonathan Sacoor Kévin Borlée 2 min 59 s 47 (EL) Julien Watrin Robin Vanderbemden | Grande-Bretagne Rabah Yousif Dwayne Cowan Matthew Hudson-Smith Martyn Rooney 3 min 0 s 36 (SB) Cameron Chalmers | Espagne Óscar Husillos Lucas Búa Samuel García Bruno Hortelano 3 min 0 s 78 (SB) Mark Ujakpor Darwin Echeverry |
| Saut en hauteur        | Mateusz Przybylko 2,35 m (=PB)                                                                                         | Maksim Nedasekau 2,33 m (=PB)                                                                                   | Ilya Ivanyuk 2,31 m (PB)                                                                                       |
| Saut à la perche       | Armand Duplantis 6,05 m (WL, CR, WJR, NR)                                                                              | Timur Morgunov 6,00 m (PB)                                                                                      | Renaud Lavillenie 5,95 m (SB)                                                                                  |
| Saut en longueur       | Miltiádis Tedóglou 8,25 m (−0,3 m/s) (SB)                                                                              | Fabian Heinle 8,13 m (−0,2 m/s) (SB)                                                                            | Serhiy Nykyforov 8,13 m (+0,1 m/s)                                                                             |
| Triple saut            | Nelson Évora 17,10 m (- 0,1 m/s) (SB)                                                                                  | Alexis Copello 16,93 m (+ 0,1 m/s)                                                                              | Dimítrios Tsiámis 16,78 m (- 0,1 m/s) (SB)                                                                     |
| Lancer du poids        | Michał Haratyk 21,72 m                                                                                                 | Konrad Bukowiecki 21,66 m (NU23R)                                                                               | David Storl 21,41 m                                                                                            |
| Lancer du disque       | Andrius Gudžius 68,46 m                                                                                                | Daniel Ståhl 68,23 m                                                                                            | Lukas Weißhaidinger 65,14 m                                                                                    |
| Lancer du marteau      | Wojciech Nowicki 80,12 m                                                                                               | Paweł Fajdek 78,65 m                                                                                            | Bence Halász 77,36 m                                                                                           |
| Lancer du javelot      | Thomas Röhler 89,47 m                                                                                                  | Andreas Hofmann 87,60 m                                                                                         | Magnus Kirt 85,96 m                                                                                            |
| Décathlon              | Arthur Abele 8 431 points                                                                                              | Ilya Shkurenyov 8 321 points (SB)                                                                               | Vital Zhuk 8 290 points (PB)                                                                                   |

### Femmes
| Épreuves             | Or | Argent                                                                                                   | Bronze |
| -------------------- | --- | --- | --- |
| 100 m                | Dina Asher-Smith 10 s 85 (=WL, NR) | Gina Lückenkemper 10 s 98 (SB)                                                                           | Dafne Schippers 10 s 99 (SB)                                                                                               |
| 200 m                | Dina Asher-Smith 21 s 89 (WL, NR) | Dafne Schippers 22 s 14                                                                                  | Jamile Samuel 22 s 37 |
| 400 m                | Justyna Święty-Ersetic 50 s 41 (EL) | María Belibasáki 50 s 45 (NR)                                                                            | Lisanne de Witte 50 s 77 (NR)                                                                                              |
| 800 m                | Nataliya Pryshchepa 2 min 0 s 38 | Rénelle Lamote 2 min 0 s 62                                                                              | Olha Lyakhova 2 min 0 s 79                                                                                                 |
| 1 500 m              | Laura Muir 4 min 2 s 32 | Sofia Ennaoui 4 min 3 s 08                                                                               | Laura Weightman 4 min 3 s 75                                                                                               |
| 5 000 m              | Sifan Hassan 14 min 46 s 12 (CR) | Eilish McColgan 14 min 53 s 05                                                                           | Yasemin Can 14 min 57 s 63 (SB)                                                                                            |
| 10 000 m             | Lonah Chemtai Salpeter 31 min 43 s 29 | Susan Krumins 31 min 52 s 55                                                                             | Meraf Bahta 32 min 19 s 34                                                                                                 |
| Marathon             | Volha Mazuronak 2 h 26 min 22 s | Clémence Calvin 2 h 26 min 28 s                                                                          | Eva Vrabcová-Nývltová 2 h 26 min 31 s                                                                                      |
| Marathon par équipes | Biélorussie Volha Mazuronak Maryna Damantsevich Nastassia Ivanova 7 h 21 min 54 s (CR) Nina Savina Iryna Somava                                     | Italie Sara Dossena Catherine Bertone Fatna Maraoui 7 h 32 min 46 s Laura Gotti                          | Espagne Trihas Gebre María Azucena Díaz Elena Loyo 7 h 44 min 6 s Marta Galimany Clara Simal                               |
| 100 mètres haies     | Elvira Herman 12 s 67 | Pamela Dutkiewicz 12 s 72                                                                                | Cindy Roleder 12 s 77 (SB)                                                                                                 |
| 400 mètres haies     | Lea Sprunger 54 s 33 (EL) | Anna Ryzhykova 54 s 51 (SB)                                                                              | Meghan Beesley 55 s 31 |
| 3 000 m steeple      | Gesa Felicitas Krause 9 min 19 s 80 (SB) | Fabienne Schlumpf 9 min 22 s 29 (SB)                                                                     | Karoline Bjerkeli Grøvdal 9 min 24 s 46                                                                                    |
| 20 km marche         | María Pérez 1 h 26 min 36 s (CR) | Anežka Drahotová 1 h 27 min 3 s (SB)                                                                     | Antonella Palmisano 1 h 27 min 30 s (SB)                                                                                   |
| 50 km marche         | Inês Henriques 4 h 9 min 21 s (CR) | Alina Tsviliy 4 h 12 min 44 s (NR)                                                                       | Júlia Takács 4 h 15 min 22 s                                                                                               |
| 4 × 100 m            | Grande-Bretagne Asha Philip Bianca Williams Imani-Lara Lansiquot Dina Asher-Smith 41 s 88 (WL) Daryll Neita                                         | Pays-Bas Dafne Schippers Marije van Hunenstijn Jamile Samuel Naomi Sedney 42 s 15 (SB)                   | Allemagne Lisa-Marie Kwayie Gina Lückenkemper Tatjana Pinto Rebekka Haase 42 s 23 (SB)                                     |
| 4 × 400 m            | Pologne Małgorzata Hołub-Kowalik Iga Baumgart-Witan Patrycja Wyciszkiewicz Justyna Święty-Ersetic 3 min 26 s 59 Natalia Kaczmarek Martyna Dąbrowska | France Elea-Mariama Diarra Déborah Sananes Agnès Raharolahy Floria Gueï 3 min 27 s 17 Estelle Perrossier | Grande-Bretagne Zoey Clark Anyika Onuora Amy Allcock Eilidh Doyle 3 min 27 s 40 Finette Agyapong Mary Abichi Emily Diamond |
| Saut en hauteur      | Mariya Lasitskene 2,00 m | Mirela Demireva 2,00 m (=PB)                                                                             | Marie-Laurence Jungfleisch 1,96 m (=SB)                                                                                    |
| Saut à la perche     | Ekateríni Stefanídi 4,85 m (CR, SB) | Nikoléta Kiriakopoúlou 4,80 m (SB)                                                                       | Holly Bradshaw 4,75 m |
| Saut en longueur     | Malaika Mihambo 6,75 m | Maryna Bekh 6,73 m                                                                                       | Shara Proctor 6,70 m |
| Triple saut          | Paraskeví Papahrístou 14,60 m (=SB) | Kristin Gierisch 14,45 m (PB)                                                                            | Ana Peleteiro 14,44 m |
| Lancer du poids      | Paulina Guba 19,33 m | Christina Schwanitz 19,19 m                                                                              | Aliona Dubitskaya 18,81 m                                                                                                  |
| Lancer du disque     | Sandra Perković 67,62 m | Nadine Müller 63,00 m                                                                                    | Shanice Craft 62,46 m |
| Lancer du marteau    | Anita Włodarczyk 78,94 m (CR) | Alexandra Tavernier 74,78 m (NR)                                                                         | Joanna Fiodorow 74,00 m |
| Lancer du javelot    | Christin Hussong 67,90 m (CR) | Nikola Ogrodníková 61,85 m                                                                               | Liveta Jasiūnaitė 61,59 m                                                                                                  |
| Heptathlon           | Nafissatou Thiam 6 816 pts (WL) | Katarina Johnson-Thompson 6 759 pts (PB)                                                                 | Carolin Schäfer 6 602 pts (SB)                                                                                             |

## Résultats des finales

### 100 m
| Rang | Pays        | Athlète           | Temps           |
| ---- | ----------- | ----------------- | --------------- |
| 1    | Royaume-Uni | Zharnel Hughes    | 9 s 95 (CR)     |
| 2    | Royaume-Uni | Reece Prescod     | 9 s 96 (=NU23R) |
| 3    | Turquie     | Jak Ali Harvey    | 10 s 01         |
| 4    | Royaume-Uni | Chijindu Ujah     | 10 s 06 (SB)    |
| 5    | Italie      | Filippo Tortu     | 10 s 08         |
| 6    | Pays-Bas    | Churandy Martina  | 10 s 16 (SB)    |
| 7    | Turquie     | Emre Zafer Barnes | 10 s 29         |
| DNS  | France      | Jimmy Vicaut      | -               |

| Rang | Pays        | Athlète                | Temps              |
| ---- | ----------- | ---------------------- | ------------------ |
| 1    | Royaume-Uni | Dina Asher-Smith       | 10 s 85 (=WL, NR)  |
| 2    | Allemagne   | Gina Lückenkemper      | 10 s 98 (=EU23R)   |
| 3    | Pays-Bas    | Dafne Schippers        | 10 s 99 (SB)       |
| 4    | Suisse      | Mujinga Kambundji      | 11 s 05            |
| 5    | Pays-Bas    | Jamile Samuel          | 11 s 14 (11 s 135) |
| 6    | Royaume-Uni | Imani-Lara Lansiquot   | 11 s 14 (11 s 139) |
| 7    | France      | Carolle Zahi           | 11 s 20            |
| 8    | France      | Orlann Ombissa-Dzangue | 11 s 29            |

### 200 m
| Rang | Pays        | Athlète                  | Temps                   |
| ---- | ----------- | ------------------------ | ----------------------- |
| 1    | Turquie     | Ramil Guliyev            | 19 s 76 (CR, NR)        |
| 2    | Royaume-Uni | Nethaneel Mitchell-Blake | 20 s 04 (20 s 032 / SB) |
| 3    | Suisse      | Alex Wilson              | 20 s 04 (20 s 038 / NR) |
| 4    | Espagne     | Bruno Hortelano          | 20 s 05                 |
| 5    | Royaume-Uni | Adam Gemili              | 20 s 10 (SB)            |
| 6    | Italie      | Eseosa Desalu            | 20 s 13 (PB)            |
| 7    | Irlande     | Leon Reid                | 20 s 37                 |
| 8    | Pays-Bas    | Solomon Bockarie         | 20 s 39 (SB)            |

| Rang | Pays        | Athlète            | Temps         |
| ---- | ----------- | ------------------ | ------------- |
| 1    | Royaume-Uni | Dina Asher-Smith   | 21 s 89 (WL)  |
| 2    | Pays-Bas    | Dafne Schippers    | 22 s 14 (SB)  |
| 3    | Pays-Bas    | Jamile Samuel      | 22 s 37 (=PB) |
| 4    | Suisse      | Mujinga Kambundji  | 22 s 45 (SB)  |
| 5    | Bulgarie    | Ivet Lalova-Collio | 22 s 82       |
| 6    | Royaume-Uni | Bianca Williams    | 22 s 88       |
| 7    | Royaume-Uni | Beth Dobbin        | 22 s 93       |
| 8    | Allemagne   | Laura Müller       | 23 s 08       |

### 400 m
| Rang | Pays        | Athlète              | Temps   |
| ---- | ----------- | -------------------- | ------- |
| 1    | Royaume-Uni | Matthew Hudson-Smith | 44 s 78 |
| 2    | Belgique    | Kévin Borlée         | 45 s 13 |
| 3    | Belgique    | Jonathan Borlée      | 45 s 19 |
| 4    | Pologne     | Karol Zalewski       | 45 s 34 |
| 5    | Slovénie    | Luka Janežič         | 45 s 43 |
| 6    | Espagne     | Óscar Husillos       | 45 s 61 |
| 7    | Portugal    | Ricardo dos Santos   | 45 s 78 |
| 8    | Norvège     | Karsten Warholm      | 46 s 68 |

| Rang | Pays        | Athlète                | Temps              |
| ---- | ----------- | ---------------------- | ------------------ |
| 1    | Pologne     | Justyna Święty-Ersetic | 50 s 41 (EL)       |
| 2    | Grèce       | María Belibasáki       | 50 s 45 (NR)       |
| 3    | Pays-Bas    | Lisanne de Witte       | 50 s 77 (NR)       |
| 4    | Royaume-Uni | Laviai Nielsen         | 51 s 21            |
| 5    | Pologne     | Iga Baumgart-Witan     | 51 s 24 (PB)       |
| 6    | Lituanie    | Agnė Šerkšnienė        | 51 s 42            |
| 7    | France      | Floria Gueï            | 51 s 57 (51 s 566) |
| 8    | Pays-Bas    | Madiea Ghafoor         | 51 s 57 (51 s 567) |

### 800 m
| Rang | Pays     | Athlète               | Temps               |
| ---- | -------- | --------------------- | ------------------- |
| 1    | Pologne  | Adam Kszczot          | 1 min 44 s 59 (SB)  |
| 2    | Suède    | Andreas Kramer        | 1 min 45 s 03 (=NR) |
| 3    | France   | Pierre-Ambroise Bosse | 1 min 45 s 30       |
| 4    | Pologne  | Michał Rozmys         | 1 min 45 s 32 (PB)  |
| 5    | Pologne  | Mateusz Borkowski     | 1 min 45 s 42 (PB)  |
| 6    | Danemark | Andreas Bube          | 1 min 45 s 92 (SB)  |
| 7    | Espagne  | Álvaro de Arriba      | 1 min 46 s 41       |
| 8    | Tchéquie | Lukáš Hodboď          | 1 min 46 s 60       |

| Rang | Pays        | Athlète               | Temps        |
| ---- | ----------- | --------------------- | ------------ |
| 1    | Ukraine     | Nataliya Pryshchepa   | 2 min 0 s 38 |
| 2    | France      | Renelle Lamote        | 2 min 0 s 62 |
| 3    | Ukraine     | Olha Lyakhova         | 2 min 0 s 79 |
| 4    | Royaume-Uni | Adelle Tracey         | 2 min 0 s 86 |
| 5    | Pologne     | Anna Sabat            | 2 min 1 s 26 |
| 6    | Royaume-Uni | Lynsey Sharp          | 2 min 1 s 83 |
| 7    | Suisse      | Selina Büchel         | 2 min 2 s 05 |
| 8    | Royaume-Uni | Shelayna Oskan-Clarke | 2 min 2 s 26 |

### 1 500 m
| Rang | Pays        | Athlète               | Temps         |
| ---- | ----------- | --------------------- | ------------- |
| 1    | Norvège     | Jakob Ingebrigtsen    | 3 min 38 s 10 |
| 2    | Pologne     | Marcin Lewandowski    | 3 min 38 s 14 |
| 3    | Royaume-Uni | Jake Wightman         | 3 min 38 s 25 |
| 4    | Norvège     | Henrik Ingebrigtsen   | 3 min 38 s 50 |
| 5    | Royaume-Uni | Charlie Da'Vall Grice | 3 min 38 s 65 |
| 6    | Lituanie    | Simas Bertašius       | 3 min 39 s 04 |
| 7    | Allemagne   | Timo Benitz           | 3 min 39 s 28 |
| 8    | Belgique    | Ismael Debjani        | 3 min 39 s 48 |

| Rang | Pays        | Athlète           | Temps             |
| ---- | ----------- | ----------------- | ----------------- |
| 1    | Royaume-Uni | Laura Muir        | 4 min 7 s 32      |
| 2    | Pologne     | Sofia Ennaoui     | 4 min 3 s 08      |
| 3    | Royaume-Uni | Laura Weightman   | 4 min 3 s 75      |
| 4    | Irlande     | Ciara Mageean     | 4 min 4 s 63      |
| 5    | Tchéquie    | Simona Vrzalová   | 4 min 6 s 47      |
| 6    | Portugal    | Marta Pen         | 4 min 6 s 54      |
| 7    | Suède       | Hanna Hermansson  | 4 min 7 s 16 (SB) |
| 8    | Biélorussie | Daryia Barysevich | 4 min 7 s 52      |

### 5 000 m
| Rang | Pays                       | Athlète             | Temps                  |
| ---- | -------------------------- | ------------------- | ---------------------- |
| 1    | Norvège                    | Jakob Ingebrigtsen  | 13 min 17 s 06 (EU20R) |
| 2    | Norvège                    | Henrik Ingebrigtsen | 13 min 18 s 75         |
| 3    | France                     | Morhad Amdouni      | 13 min 19 s 14 (SB)    |
| 4    | Italie                     | Yemaneberhan Crippa | 13 min 19 s 85         |
| 5    | Royaume-Uni                | Marc Scott          | 13 min 23 s 14 (SB)    |
| 6    | Turquie                    | Polat Kemboi Arıkan | 13 min 23 s 42 (SB)    |
| 7    | Athlètes neutres autorisés | Rinas Akhmadiyev    | 13 min 24 s 43         |
| 8    | Suisse                     | Julien Wanders      | 13 min 24 s 79         |

| Rang | Pays        | Athlète                 | Temps               |
| ---- | ----------- | ----------------------- | ------------------- |
| 1    | Pays-Bas    | Sifan Hassan            | 14 min 46 s 12 (CR) |
| 2    | Royaume-Uni | Eilish McColgan         | 14 min 53 s 05      |
| 3    | Turquie     | Yasemin Can             | 14 min 57 s 63 (SB) |
| 4    | Allemagne   | Konstanze Klosterhalfen | 15 min 3 s 73 (SB)  |
| 5    | Royaume-Uni | Melissa Courtney        | 15 min 4 s 75 (PB)  |
| 6    | Pays-Bas    | Susan Krumins           | 15 min 9 s 65 (SB)  |
| 7    | Roumanie    | Ancuța Bobocel          | 15 min 16 s 13 (PB) |
| 8    | Pays-Bas    | Maureen Koster          | 15 min 21 s 64      |

### 10 000 m
| Rang | Pays        | Athlète             | Temps          |
| ---- | ----------- | ------------------- | -------------- |
| 1    | France      | Morhad Amdouni      | 28 min 11 s 22 |
| 2    | Belgique    | Bashir Abdi         | 28 min 11 s 76 |
| 3    | Italie      | Yemaneberhan Crippa | 28 min 12 s 15 |
| 4    | Espagne     | Adel Mechaal        | 28 min 13 s 78 |
| 5    | Royaume-Uni | Andy Vernon         | 28 min 16 s 90 |
| 6    | Belgique    | Soufiane Bouchikhi  | 28 min 19 s 04 |
| 7    | Suisse      | Julien Wanders      | 28 min 22 s 02 |
| 8    | France      | Florian Carvalho    | 28 min 29 s 78 |

| Rang | Pays        | Athlète                | Temps               |
| ---- | ----------- | ---------------------- | ------------------- |
| 1    | Israël      | Lonah Chemtai Salpeter | 31 min 43 s 29      |
| 2    | Pays-Bas    | Susan Krumins          | 31 min 52 s 55      |
| 3    | Suède       | Meraf Bahta            | 32 min 19 s 34      |
| 4    | Allemagne   | Alina Reh              | 32 min 28 s 48      |
| 5    | Turquie     | Yasemin Can            | 32 min 34 s 34      |
| 6    | Royaume-Uni | Alice Wright           | 32 min 36 s 45      |
| 7    | Suède       | Charlotta Fougberg     | 32 min 43 s 04 (PB) |
| 8    | Biélorussie | Sviatlana Kudzelich    | 32 min 46 s 34      |

### Marathon
| Rang | Pays     | Athlète         | Temps                |
| ---- | -------- | --------------- | -------------------- |
| 1    | Belgique | Koen Naert      | 2 h 9 min 51 s (CR)  |
| 2    | Suisse   | Tadesse Abraham | 2 h 11 min 24 s      |
| 3    | Italie   | Yassine Rachik  | 2 h 12 min 9 s (PB)  |
| 4    | Espagne  | Javier Guerra   | 2 h 12 min 22 s      |
| 5    | Italie   | Eyob Faniel     | 2 h 12 min 43 s      |
| 6    | Espagne  | Jesús España    | 2 h 12 min 58 s (SB) |
| 7    | Israël   | Maru Teferi     | 2 h 13 min 0 s (NR)  |
| 8    | Autriche | Lemawork Ketema | 2 h 13 min 22 s (PB) |

| Rang | Pays        | Athlète               | Temps                |
| ---- | ----------- | --------------------- | -------------------- |
| 1    | Biélorussie | Volha Mazuronak       | 2 h 26 min 22 s      |
| 2    | France      | Clémence Calvin       | 2 h 26 min 28 s      |
| 3    | Tchéquie    | Eva Vrabcová-Nývltová | 2 h 26 min 31 s (NR) |
| 4    | Biélorussie | Maryna Damantsevich   | 2 h 27 min 44 s (PB) |
| 5    | Biélorussie | Nastassia Ivanova     | 2 h 27 min 49 s (SB) |
| 6    | Italie      | Sara Dossena          | 2 h 27 min 53 s (PB) |
| 7    | Suisse      | Martina Strähl        | 2 h 28 min 7 s (PB)  |
| 8    | Italie      | Catherine Bertone     | 2 h 30 min 6 s       |

### 20 km marche
| Rang | Pays                       | Athlète              | Temps                |
| ---- | -------------------------- | -------------------- | -------------------- |
| 1    | Espagne                    | Álvaro Martín        | 1 h 20 min 42 s (SB) |
| 2    | Espagne                    | Diego García Carrera | 1 h 20 min 48 s      |
| 3    | Athlètes neutres autorisés | Vasiliy Mizinov      | 1 h 20 min 50 s      |
| 4    | Italie                     | Massimo Stano        | 1 h 20 min 51 s (PB) |
| 5    | Allemagne                  | Nils Brembach        | 1 h 21 min 25 s (SB) |
| 6    | Espagne                    | Miguel Ángel López   | 1 h 21 min 27 s      |
| 7    | Royaume-Uni                | Tom Bosworth         | 1 h 21 min 31 s      |
| 8    | Allemagne                  | Hagen Pohle          | 1 h 21 min 35 s (SB) |

| Rang | Pays     | Athlète                    | Temps                  |
| ---- | -------- | -------------------------- | ---------------------- |
| 1    | Espagne  | María Pérez                | 1 h 26 min 36 s (CR)   |
| 2    | Tchéquie | Anežka Drahotová           | 1 h 27 min 3 s (SB)    |
| 3    | Italie   | Antonella Palmisano        | 1 h 27 min 30 s (SB)   |
| 4    | Lituanie | Brigita Virbalytė-Dimšienė | 1 h 27 min 59 s (NR)   |
| 5    | Lituanie | Živilė Vaiciukevičiūtė     | 1 h 28 min 7 s (NU23R) |
| 6    | Espagne  | Laura García-Caro          | 1 h 28 min 15 s (PB)   |
| 7    | Ukraine  | Inna Kashyna               | 1 h 29 min 16 s        |
| 8    | Portugal | Ana Cabecinha              | 1 h 29 min 49 s        |

### 50 km marche
| Rang | Pays        | Athlète             | Temps                |
| ---- | ----------- | ------------------- | -------------------- |
| 1    | Ukraine     | Maryan Zakalnytskyy | 3 h 46 min 32 s      |
| 2    | Slovénie    | Matej Tóth          | 3 h 47 min 27 s      |
| 3    | Biélorussie | Dzmitry Dziubin     | 3 h 47 min 59 s (PB) |
| 4    | Norvège     | Håvard Haukenes     | 3 h 48 min 35 s      |
| 5    | Allemagne   | Carl Dohmann        | 3 h 50 min 27 s (SB) |
| 6    | Pologne     | Rafał Augustyn      | 3 h 51 min 37 s      |
| 7    | Pologne     | Rafał Sikora        | 3 h 52 min 56 s      |
| 8    | Allemagne   | Nathaniel Seiler    | 3 h 54 min 8 s (PB)  |

| Rang | Pays     | Athlète              | Temps                |
| ---- | -------- | -------------------- | -------------------- |
| 1    | Portugal | Inês Henriques       | 4 h 9 min 21 s (CR)  |
| 2    | Ukraine  | Alina Tsviliy        | 4 h 12 min 44 s (NR) |
| 3    | Espagne  | Júlia Takács         | 4 h 15 min 22 s      |
| 4    | Ukraine  | Khrystyna Yudkina    | 4 h 20 min 46 s (PB) |
| 5    | Ukraine  | Vasylyna Vitovshchyk | 4 h 23 min 15 s (PB) |
| 6    | Slovénie | Mária Czaková        | 4 h 24 min 59 s      |
| 7    | Espagne  | Ainhoa Pinedo        | 4 h 27 min 3 s       |
| 8    | Espagne  | Mar Juárez           | 4 h 28 min 58 s (PB) |

### 110 m haies/100 m haies
| Rang | Pays                       | Athlète                 | Temps                   |
| ---- | -------------------------- | ----------------------- | ----------------------- |
| 1    | France                     | Pascal Martinot-Lagarde | 13 s 17 (13 s 163 / SB) |
| 2    | Athlètes neutres autorisés | Sergueï Choubenkov      | 13 s 17 (13 s 165)      |
| 3    | Espagne                    | Orlando Ortega          | 13 s 34                 |
| 4    | Pologne                    | Damian Czykier          | 13 s 38                 |
| 5    | Allemagne                  | Gregor Traber           | 13 s 46                 |
| 6    | Royaume-Uni                | Andy Pozzi              | 13 s 48                 |
| 7    | France                     | Aurel Manga             | 13 s 51                 |
| 8    | Hongrie                    | Balázs Baji             | 13 s 55                 |

| Rang | Pays        | Athlète           | Temps        |
| ---- | ----------- | ----------------- | ------------ |
| 1    | Biélorussie | Elvira Herman     | 12 s 67      |
| 2    | Allemagne   | Pamela Dutkiewicz | 12 s 72      |
| 3    | Allemagne   | Cindy Roleder     | 12 s 77 (SB) |
| 4    | Pays-Bas    | Nadine Visser     | 12 s 88      |
| 5    | Allemagne   | Ricarda Lobe      | 13 s 00      |
| 6    | Pologne     | Karolina Koleczek | 13 s 11      |
| DSQ  | France      | Solène Ndama      | -            |
| DSQ  | Biélorussie | Alina Talay       | -            |

### 400 m haies
| Rang | Pays                       | Athlète          | Temps               |
| ---- | -------------------------- | ---------------- | ------------------- |
| 1    | Norvège                    | Karsten Warholm  | 47 s 64 (EU23R, NR) |
| 2    | Turquie                    | Yasmani Copello  | 47 s 81 (NR)        |
| 3    | Irlande                    | Thomas Barr      | 48 s 31 (SB)        |
| 4    | France                     | Ludvy Vaillant   | 48 s 42 (PB)        |
| 5    | Pologne                    | Patryk Dobek     | 48 s 59 (SB)        |
| 6    | Estonie                    | Rasmus Mägi      | 48 s 75 (SB)        |
| 7    | Espagne                    | Sérgio Fernández | 48 s 98 (SB)        |
| 8    | Athlètes neutres autorisés | Timofey Chalyy   | 49 s 41             |

| Rang | Pays                       | Athlète            | Temps        |
| ---- | -------------------------- | ------------------ | ------------ |
| 1    | Suisse                     | Lea Sprunger       | 54 s 33 (EL) |
| 2    | Ukraine                    | Anna Ryzhykova     | 54 s 51 (SB) |
| 3    | Royaume-Uni                | Meghan Beesley     | 55 s 31      |
| 4    | Belgique                   | Hanne Claes        | 55 s 75      |
| 5    | Italie                     | Yadisleidy Pedroso | 55 s 80      |
| 6    | Athlètes neutres autorisés | Vera Rudakova      | 55 s 89      |
| 7    | Ukraine                    | Viktoriya Tkachuk  | 56 s 15      |
| 8    | Royaume-Uni                | Eilidh Doyle       | 56 s 23      |

### 3 000 m steeple
| Rang | Pays        | Athlète                     | Temps         |
| ---- | ----------- | --------------------------- | ------------- |
| 1    | France      | Mahiedine Mekhissi-Benabbad | 8 min 31 s 66 |
| 2    | Espagne     | Fernando Carro              | 8 min 34 s 16 |
| 3    | Italie      | Yohanes Chiappinelli        | 8 min 35 s 81 |
| 4    | France      | Yoann Kowal                 | 8 min 36 s 77 |
| 5    | Royaume-Uni | Zak Seddon                  | 8 min 37 s 28 |
| 6    | Espagne     | Daniel Arce                 | 8 min 38 s 12 |
| 7    | Pologne     | Krystian Zalewski           | 8 min 38 s 59 |
| 8    | Finlande    | Topi Raitanen               | 8 min 40 s 11 |

| Rang | Pays      | Athlète                   | Temps              |
| ---- | --------- | ------------------------- | ------------------ |
| 1    | Allemagne | Gesa-Felicitas Krause     | 9 min 19 s 80 (SB) |
| 2    | Suisse    | Fabienne Schlumpf         | 9 min 22 s 29 (SB) |
| 3    | Norvège   | Karoline Bjerkeli Grøvdal | 9 min 24 s 46 (SB) |
| 4    | Albanie   | Luiza Gega                | 9 min 24 s 78      |
| 5    | Israël    | Adva Cohen                | 9 min 29 s 74 (NR) |
| 6    | Allemagne | Elena Burkard             | 9 min 29 s 76 (PB) |
| 7    | Danemark  | Anna-Emilie Møller        | 9 min 31 s 66 (NR) |
| 8    | Espagne   | Irène Sánchez             | 9 min 31 s 84 (PB) |

### Relais 4 × 100 m
| Rang | Pays        | Athlètes                                                           | Temps        |
| ---- | ----------- | ------------------------------------------------------------------ | ------------ |
| 1    | Royaume-Uni | CJ Ujah Zharnel Hughes Adam Gemili Harry Aikines-Aryeetey          | 37 s 80      |
| 2    | Turquie     | Emre Zafer Barnes Jak Ali Harvey Yiğitcan Hekimoğlu Ramil Guliyev  | 37 s 98 (NR) |
| 3    | Pays-Bas    | Christopher Garia Churandy Martina Hensley Paulina Taymir Burnet   | 38 s 03 (NR) |
| 4    | France      | Méba-Mickaël Zézé Marvin René Stuart Dutamby Mouhamadou Fall       | 38 s 51 (SB) |
| 5    | Ukraine     | Oleksandr Sokolov Emil Ibrahimov Volodymyr Suprun Serhiy Smelyk    | 38 s 71 (SB) |
| 6    | Finlande    | Eetu Rantala Otto Ahlfors Oskari Lehtonen Samuel Purola            | 38 s 92 (NR) |
| 7    | Portugal    | José Pedro Lopes Diogo Antunes Frederico Curvelo Carlos Nascimento | 39 s 07 (SB) |
| DNS  | Tchéquie    | Zdeněk Stromšík Jan Veleba Jan Jirka Pavel Maslák                  | -            |

| Rang | Pays        | Athlète                                                           | Temps        |
| ---- | ----------- | ----------------------------------------------------------------- | ------------ |
| 1    | Royaume-Uni | Asha Philip Imani-Lara Lansiquot Bianca Williams Dina Asher-Smith | 41 s 88 (WL) |
| 2    | Pays-Bas    | Dafne Schippers Marije van Hunenstijn Jamile Samuel Naomi Sedney  | 42 s 15 (SB) |
| 3    | Allemagne   | Lisa-Marie Kwayie Gina Lückenkemper Tatjana Pinto Rebekka Haase   | 42 s 23 (SB) |
| 4    | Suisse      | Ajla Del Ponte Sarah Atcho Mujinga Kambundji Salomé Kora          | 42 s 30      |
| 5    | France      | Orlann Ombissa-Dzangue Stella Akakpo Jennifer Galais Carolle Zahi | 43 s 10      |
| 6    | Pologne     | Kamila Ciba Anna Kiełbasińska Martyna Kotwiła Ewa Swoboda         | 43 s 34      |
| 7    | Italie      | Johanelis Herrera Abreu Gloria Hooper Irene Siragusa Audrey Alloh | 43 s 42 (SB) |
| 8    | Espagne     | Maria Isabel Pérez Estela García Paula Sevilla Cristina Lara      | 43 s 54      |

### Relais 4 × 400 m
| Rang | Pays        | Athlètes                                                         | Temps              |
| ---- | ----------- | ---------------------------------------------------------------- | ------------------ |
| 1    | Belgique    | Dylan Borlée Jonathan Borlée Jonathan Sacoor Kevin Borlée        | 2 min 59 s 47 (EL) |
| 2    | Royaume-Uni | Rabah Yousif Dwayne Cowan Matthew Hudson-Smith Martyn Rooney     | 3 min 0 s 36 (SB)  |
| 3    | Espagne     | Óscar Husillos Lucas Búa Samuel García Bruno Hortelano           | 3 min 0 s 78 (SB)  |
| 4    | France      | Ludvy Vaillant Mamoudou Hanne Teddy Atine-Venel Thomas Jordier   | 3 min 2 s 08       |
| 5    | Pologne     | Karol Zalewski Rafal Omelko Lukasz Krawczuk Kajetan Duszynski    | 3 min 2 s 27       |
| 6    | Italie      | Edoardo Scotti Michele Tricca Davide Re Matteo Galvan            | 3 min 2 s 34       |
| 7    | Tchéquie    | Jan Tesař Pavel Maslák Patrik Šorm Filip Šnejdr                  | 3 min 3 s 00       |
| 8    | Allemagne   | Patrick Schneider Torben Junker Fabian Dammermann Johannes Trefz | 3 min 4 s 69       |

| Rang | Pays        | Athlète                                                                                   | Temps              |
| ---- | ----------- | ----------------------------------------------------------------------------------------- | ------------------ |
| 1    | Pologne     | Małgorzata Hołub-Kowalik Iga Baumgart-Witan Patrycja Wyciszkiewicz Justyna Święty-Ersetic | 3 min 26 s 59      |
| 2    | France      | Elea-Mariama Diarra Deborah Sananes Agnes Raharolahy Floria Gueï                          | 3 min 27 s 17      |
| 3    | Royaume-Uni | Zoey Clark Anyika Onuora Amy Allcock Eilidh Doyle                                         | 3 min 27 s 40      |
| 4    | Belgique    | Cynthia Bolingo Hanne Claes Justien Grillet Camille Laus                                  | 3 min 27 s 69 (NR) |
| 5    | Italie      | Maria Benedicta Chigbolu Ayomide Folorunso Raphaela Lukudo Libania Grenot                 | 3 min 28 s 62      |
| 6    | Allemagne   | Nadine Gonska Laura Müller Karolina Pahlitzsch Hannah Mergenthaler                        | 3 min 30 s 33 (SB) |
| 7    | Roumanie    | Andrea Miklós Cristina Daniela Balan Sanda Belgyan Bianca Razor                           | 3 min 32 s 15      |
| 8    | Slovaquie   | Emma Zapletalová Iveta Putalová Daniela Ledecká Alexandra Bezeková                        | 3 min 32 s 22      |

### Saut en hauteur
| Rang | Pays                       | Athlète                | Marque       |
| ---- | -------------------------- | ---------------------- | ------------ |
| 1    | Allemagne                  | Mateusz Przybylko      | 2,35 m (=PB) |
| 2    | Biélorussie                | Maksim Nedasekau       | 2,33 m (=PB) |
| 3    | Athlètes neutres autorisés | Ilya Ivanyuk           | 2,31 m (PB)  |
| 4    | Italie                     | Gianmarco Tamberi      | 2,28 m (SB)  |
| 5    | Turquie                    | Alperen Acet           | 2,24 m       |
| 6    | Ukraine                    | Andriy Protsenko       | 2,24 m       |
| 7    | Pologne                    | Sylwester Bednarek     | 2,24 m       |
| 8    | Pays-Bas Allemagne         | Douwe Amels Eike Onnen | 2,19 m       |

| Rang | Pays                       | Athlète                    | Marque       |
| ---- | -------------------------- | -------------------------- | ------------ |
| 1    | Athlètes neutres autorisés | Mariya Lasitskene          | 2,00 m       |
| 2    | Hongrie                    | Mirela Demireva            | 2,00 m (=PB) |
| 3    | Allemagne                  | Marie-Laurence Jungfleisch | 1,96 m (=SB) |
| 4    | Lituanie                   | Airinė Palšytė             | 1,96 m (SB)  |
| 5    | Ukraine                    | Kateryna Tabashnyk         | 1,94 m       |
| 6    | Tchéquie                   | Michaela Hrubá             | 1,91 m (SB)  |
| 7    | Royaume-Uni                | Morgan Lake                | 1,91 m       |
| 8    | Italie                     | Alessia Trost              | 1,91 m (SB)  |

### Saut en longueur
| Rang | Pays        | Athlète                 | Marque         |
| ---- | ----------- | ----------------------- | -------------- |
| 1    | Grèce       | Miltiádis Tedóglou      | 8,25 m (SB)    |
| 2    | Allemagne   | Fabian Heinle           | 8,13 m (SB)    |
| 3    | Ukraine     | Serhiy Nykyforov        | 8,13 m         |
| 4    | Suède       | Thobias Nilsson Montler | 8,10 m (NU23R) |
| 5    | Pologne     | Tomasz Jaszczuk         | 8,08 m         |
| 6    | Royaume-Uni | Dan Bramble             | 7,90 m         |
| 7    | Suède       | Michel Tornéus          | 7,86 m         |
| 8    | France      | Guillaume Victorin      | 7,84 m         |

| Rang | Pays        | Athlète                     | Marque      |
| ---- | ----------- | --------------------------- | ----------- |
| 1    | Allemagne   | Malaika Mihambo             | 6,75 m      |
| 2    | Ukraine     | Maryna Bekh                 | 6,73 m (SB) |
| 3    | Royaume-Uni | Shara Proctor               | 6,70 m      |
| 4    | Royaume-Uni | Jazmin Sawyers              | 6,67 m      |
| 5    | Biélorussie | Nastassia Mironchyk-Ivanova | 6,58 m      |
| 6    | Estonie     | Ksenija Balta               | 6,49 m      |
| 7    | Suède       | Khaddi Sagnia               | 6,47 m      |
| 8    | Portugal    | Evelise Veiga               | 6,47 m      |

### Saut à la perche
| Rang | Pays                       | Athlète                | Marque                     |
| ---- | -------------------------- | ---------------------- | -------------------------- |
| 1    | Suède                      | Armand Duplantis       | 6,05 m (WL, CR, WU20R, NR) |
| 2    | Athlètes neutres autorisés | Timur Morgunov         | 6,00 m (PB)                |
| 3    | France                     | Renaud Lavillenie      | 5,95 m (=SB)               |
| 4    | Pologne                    | Piotr Lisek            | 5,90 m (PB)                |
| 5    | Pologne                    | Paweł Wojciechowski    | 5,80 m                     |
| 6    | Grèce                      | Konstadínos Filippídis | 5,75 m (SB)                |
| 6    | Norvège                    | Sondre Guttormsen      | 5,75 m (NR)                |
| 8    | France                     | Axel Chapelle          | 5,65 m                     |

| Rang | Pays                       | Athlète                | Marque          |
| ---- | -------------------------- | ---------------------- | --------------- |
| 1    | Grèce                      | Ekateríni Stefanídi    | 4,85 m (CR, SB) |
| 2    | Grèce                      | Nikoléta Kiriakopoúlou | 4,80 m (SB)     |
| 3    | Royaume-Uni                | Holly Bradshaw         | 4,75 m          |
| 4    | Athlètes neutres autorisés | Anzhelika Sidorova     | 4,70 m          |
| 5    | France                     | Ninon Guillon-Romarin  | 4,65 m          |
| 6    | Suède                      | Angelica Bengtsson     | 4,65 m          |
| 7    | Biélorussie                | Iryna Zhuk             | 4,55 m          |
| 8    | Ukraine                    | Maryna Kylypko         | 4,45 m          |

### Triple saut
| Rang | Pays        | Athlète              | Marque       |
| ---- | ----------- | -------------------- | ------------ |
| 1    | Portugal    | Nelson Évora         | 17,10 m (SB) |
| 2    | Azerbaïdjan | Alexis Copello       | 16,93 m      |
| 3    | Grèce       | Dimítrios Tsiámis    | 16,78 m (SB) |
| 4    | Azerbaïdjan | Nazim Babayev        | 16,76 m      |
| 5    | Espagne     | Pablo Torrijos       | 16,74 m      |
| 6    | Royaume-Uni | Nathan Douglas       | 16,71 m (SB) |
| 7    | France      | Jean-Marc Pontvianne | 16,61 m      |
| 8    | Slovaquie   | Tomáš Veszelka       | 16,48 m      |

| Rang | Pays      | Athlète               | Marque        |
| ---- | --------- | --------------------- | ------------- |
| 1    | Grèce     | Paraskeví Papahrístou | 14,60 m (=SB) |
| 2    | Allemagne | Kristin Gierisch      | 14,45 m (PB)  |
| 3    | Espagne   | Ana Peleteiro         | 14,44 m       |
| 4    | Roumanie  | Elena Panțuroiu       | 14,38 m       |
| 5    | Israël    | Hanna Minenko         | 14,37 m       |
| 6    | Bulgarie  | Gabriela Petrova      | 14,26 m       |
| 7    | France    | Jeanine Assani-Issouf | 14,12 m       |
| 8    | France    | Rouguy Diallo         | 14,08 m       |

### Lancer du javelot
| Rang | Pays      | Athlète          | Marque       |
| ---- | --------- | ---------------- | ------------ |
| 1    | Allemagne | Thomas Röhler    | 89,47 m      |
| 2    | Allemagne | Andreas Hofmann  | 87,60 m      |
| 3    | Estonie   | Magnus Kirt      | 85,96 m      |
| 4    | Pologne   | Marcin Krukowski | 84,55 m (SB) |
| 5    | Allemagne | Johannes Vetter  | 83,27 m      |
| 6    | Finlande  | Antti Ruuskanen  | 81,70 m      |
| 7    | Roumanie  | Andrian Mardare  | 81,54 m      |
| 8    | Tchéquie  | Jakub Vadlejch   | 80,64 m      |

| Rang | Pays        | Athlète              | Marque       |
| ---- | ----------- | -------------------- | ------------ |
| 1    | Allemagne   | Christin Hussong     | 67,90 m (CR) |
| 2    | Tchéquie    | Nikola Ogrodníková   | 61,85 m      |
| 3    | Lituanie    | Liveta Jasiūnaitė    | 61,59 m      |
| 4    | Slovénie    | Martina Ratej        | 61,41 m      |
| 5    | Biélorussie | Tatsiana Khaladovich | 60,92 m      |
| 6    | France      | Alexie Alaïs         | 60,01 m      |
| 7    | Tchéquie    | Irena Šedivá         | 59,76 m      |
| 8    | Norvège     | Sigrid Borge         | 59,60 m      |

### Lancer du disque
| Rang | Pays      | Athlète             | Marque       |
| ---- | --------- | ------------------- | ------------ |
| 1    | Lituanie  | Andrius Gudžius     | 68,46 m      |
| 2    | Suède     | Daniel Ståhl        | 68,23 m      |
| 3    | Autriche  | Lukas Weißhaidinger | 65,14 m      |
| 4    | Suède     | Simon Pettersson    | 64,55 m      |
| 5    | Estonie   | Gerd Kanter         | 64,34 m      |
| 6    | Allemagne | Robert Harting      | 64,33 m      |
| 7    | Roumanie  | Alin Firfirică      | 63,73 m      |
| 8    | Chypre    | Apóstolos Paréllis  | 63,62 m (SB) |

| Rang | Pays      | Athlète             | Marque    |
| ---- | --------- | ------------------- | --------- |
| 1    | Croatie   | Sandra Perković     | 67,62 m   |
| 2    | Allemagne | Nadine Müller       | 63 m (SB) |
| 3    | Allemagne | Shanice Craft       | 62,46 m   |
| 4    | Allemagne | Claudine Vita       | 61,25 m   |
| 5    | Italie    | Daisy Osakue        | 59,32 m   |
| 6    | Serbie    | Dragana Tomašević   | 58,94 m   |
| 7    | Portugal  | Liliana Cá          | 58,91 m   |
| 8    | Moldavie  | Alexandra Emilianov | 58,10 m   |

### Lancer du poids
| Rang | Pays                       | Athlète           | Marque          |
| ---- | -------------------------- | ----------------- | --------------- |
| 1    | Pologne                    | Michał Haratyk    | 21,72 m         |
| 2    | Pologne                    | Konrad Bukowiecki | 21,66 m (NU23R) |
| 3    | Allemagne                  | David Storl       | 21,41 m         |
| 4    | Tchéquie                   | Tomáš Stanek      | 21,16 m         |
| 5    | Athlètes neutres autorisés | Aleksandr Lesnoy  | 21,04 m         |
| 6    | Luxembourg                 | Bob Bertemes      | 21,00 m (NR)    |
| 7    | Croatie                    | Stipe Žunić       | 20,73 m         |
| 8    | Athlètes neutres autorisés | Maksim Afonin     | 20,68 m         |

| Rang | Pays        | Athlète              | Marque          |
| ---- | ----------- | -------------------- | --------------- |
| 1    | Pologne     | Paulina Guba         | 19,33 m         |
| 2    | Allemagne   | Christina Schwanitz  | 19,19 m         |
| 3    | Biélorussie | Aliona Dubitskaya    | 18,81 m         |
| 4    | Pologne     | Klaudia Kardasz      | 18,48 m (NU23R) |
| 5    | Allemagne   | Sara Gambetta        | 18,13 m (SB)    |
| 6    | Bulgarie    | Radoslava Mavrodieva | 18,03 m         |
| 7    | Royaume-Uni | Sophie McKinna       | 17,69 m         |
| 8    | Biélorussie | Viktoriya Kolb       | 17,50 m         |

### Lancer du marteau
| Rang | Pays        | Athlète          | Marque       |
| ---- | ----------- | ---------------- | ------------ |
| 1    | Pologne     | Wojciech Nowicki | 80,12 m      |
| 2    | Pologne     | Paweł Fajdek     | 78,69 m      |
| 3    | Hongrie     | Bence Halász     | 77,36 m      |
| 4    | Biélorussie | Pavel Bareisha   | 77,02 m      |
| 5    | Norvège     | Eivind Henriksen | 76,86 m (NR) |
| 6    | Biélorussie | Ivan Tikhon      | 75,79 m (SB) |
| 7    | Ukraine     | Hlib Piskunov    | 74,62 m      |
| 8    | Roumanie    | Serghei Marghiev | 74,47 m      |

| Rang | Pays        | Athlète             | Marque       |
| ---- | ----------- | ------------------- | ------------ |
| 1    | Pologne     | Anita Włodarczyk    | 78,94 m (CR) |
| 2    | France      | Alexandra Tavernier | 74,78 m (NR) |
| 3    | Pologne     | Joanna Fiodorow     | 74,00 m      |
| 4    | Pologne     | Malwina Kopron      | 72,20 m      |
| 5    | Azerbaïdjan | Hanna Skydan        | 72,10 m      |
| 6    | Moldavie    | Zalina Petrivskaya  | 71,80 m      |
| 7    | Allemagne   | Kathrin Klaas       | 71,50 m (SB) |
| 8    | Royaume-Uni | Sophie Hitchon      | 70,52 m      |

### Décathlon/Heptathlon
| Rang | Pays                       | Athlète         | Points         |
| ---- | -------------------------- | --------------- | -------------- |
| 1    | Allemagne                  | Arthur Abele    | 8 431 pts      |
| 2    | Athlètes neutres autorisés | Ilya Shkurenyov | 8 321 pts (SB) |
| 3    | Biélorussie                | Vital Zhuk      | 8 290 pts (PB) |
| 4    | Allemagne                  | Niklas Kaul     | 8 220 pts (PB) |
| 5    | Royaume-Uni                | Tim Duckworth   | 8 160 pts      |
| 6    | Norvège                    | Martin Roe      | 8 131 pts      |
| 7    | Pays-Bas                   | Pieter Braun    | 8 105 pts      |
| 8    | Tchéquie                   | Jan Doležal     | 8 067 pts (PB) |

| Rang | Pays        | Athlète                   | Points         |
| ---- | ----------- | ------------------------- | -------------- |
| 1    | Belgique    | Nafissatou Thiam          | 6 816 pts (WL) |
| 2    | Royaume-Uni | Katarina Johnson-Thompson | 6 759 pts (PB) |
| 3    | Allemagne   | Carolin Schäfer           | 6 602 pts (SB) |
| 4    | Autriche    | Ivona Dadic               | 6 552 pts (NR) |
| 5    | Pays-Bas    | Anouk Vetter              | 6 414 pts      |
| 6    | Tchéquie    | Katerina Cachová          | 6 400 pts (PB) |
| 7    | Hongrie     | Xénia Krizsán             | 6 367 pts      |
| 8    | Autriche    | Verena Preiner            | 6 337 pts (PB) |

## Tableau des médailles et classement par points[49]
- Pays organisateur (Allemagne)

| Rang  | Nation             | Or | Argent | Bronze | Total |
| ----- | ------------------ | -- | ------ | ------ | ----- |
| 1     | Grande-Bretagne    | 7  | 5      | 6      | 18    |
| 2     | Pologne            | 7  | 4      | 1      | 12    |
| 3     | Allemagne          | 6  | 7      | 6      | 19    |
| 4     | France             | 3  | 4      | 3      | 10    |
| 5     | Belgique           | 3  | 2      | 1      | 6     |
| -     | Grèce              | 3  | 2      | 1      | 6     |
| 7     | Biélorussie        | 3  | 1      | 3      | 7     |
| 8     | Norvège            | 3  | 1      | 1      | 5     |
| 9     | Espagne            | 2  | 3      | 5      | 10    |
| 10    | Ukraine            | 2  | 3      | 2      | 7     |
| 11    | Portugal           | 2  | 0      | 0      | 2     |
| 12    | Pays-Bas           | 1  | 3      | 4      | 8     |
| 13    | Turquie            | 1  | 2      | 2      | 5     |
| 14    | Suède              | 1  | 2      | 1      | 4     |
| -     | Suisse             | 1  | 2      | 1      | 4     |
| 16    | Italie             | 1  | 1      | 4      | 6     |
| 17    | Lituanie           | 1  | 0      | 1      | 2     |
| 18    | Croatie            | 1  | 0      | 0      | 1     |
| -     | Israël             | 1  | 0      | 0      | 1     |
| 20    | République tchèque | 0  | 2      | 1      | 3     |
| 21    | Azerbaïdjan        | 0  | 1      | 0      | 1     |
| -     | Bulgarie           | 0  | 1      | 0      | 1     |
| -     | Slovaquie          | 0  | 1      | 0      | 1     |
| 24    | Autriche           | 0  | 0      | 2      | 2     |
| 25    | Estonie            | 0  | 0      | 1      | 1     |
| -     | Hongrie            | 0  | 0      | 1      | 1     |
| -     | Irlande            | 0  | 0      | 1      | 1     |
| Total | Total              | 49 | 47     | 48     | 144   |

Le tableau de classement des finalistes (du 1er au 8e) est le suivant :
1. Royaume-Uni 212 points
2. Allemagne 196,5 points
3. Pologne 172 points
4. France 116 points
5. Espagne 110 points
6. Italie 87 points
7. Ukraine 79,5 points
8. Biélorussie 79 points.

## Records battus
Aucun record d’Europe n’est battu.
Sauf indication contraire, les records ont été battus lors des finales de chaque épreuve.

### Records des championnats
- 100 m H :
  -  Jimmy Vicaut : 9 s 97 (demi-finale)
  -  Zharnel Hughes : 9 s 95
- 200 m H :
  -  Ramil Guliyev : 19 s 76
- 5 000 m F :
  -  Sifan Hassan : 14 min 46 s 12
- 50 km marche F :
  -  Inês Henriques : 4 h 9 min 21 s
- Saut à la perche H :
  -  Armand Duplantis : 6,05 m
- Saut à la perche F :
  -  Ekateríni Stefanídi : 4,85 m
- Lancer du marteau F :
  -  Anita Włodarczyk : 78,94 m
- Lancer du javelot F :
  -  Christin Hussong : 67,90 m
- 20 km marche F :
  -  María Pérez : 1 h 26 min 36 s
- Marathon H :
  -  Koen Naert : 2 h 9 min 51 s

### Records nationaux
- 100 m F :
  -  Dina Asher-Smith : 10 s 85
- 200 m H :
  -  Ramil Guliyev : 19 s 76
  -  Alex Wilson : 20 s 04
- 200 m F :
  -  Dina Asher-Smith : 21 s 89
- 400 m H :
  -  Ricardo dos Santos : 45 s 55 (séries) puis 45 s 14 (demi-finale)
  -  Jānis Leitis : 45 s 56 (séries) puis 45 s 53 (demi-finale)
- 400 m F :
  -  María Belibasáki : 50 s 45
  -  Lisanne de Witte : 50 s 77
- 800 m H :
  -  Andreas Kramer : 1 min 45 s 03
- 400 m haies H :
  -  Karsten Warholm : 47 s 64
  -  Yasmani Copello : 47 s 81
- 5 000 m F :
  -  Lonah Chemtai Salpeter : 15 min 1 s 00
- 3 000 m steeple H :
  -  Kaur Kivistik : 8 min 28 s 84
- 3 000 m steeple F :
  -  Maruša Mišmaš : 9 min 34 s 28 (séries)
  -  Adva Cohen : 9 min 36 s 13 (séries) puis 9 min 29 s 74 (finale)
  -  Anna-Emilie Møller : 9 min 31 s 66 (finale)
- Saut à la perche H :
  -  Armand Duplantis : 6,05 m
  -  Sondre Guttormsen : 5,75 m
- Lancer du poids H :
  -  Bob Bertemes : 21,00 m
- Lancer du marteau H :
  -  Eivind Henriksen : 76,86 m
- Lancer du marteau F :
  -  Alexandra Tavernier : 74,78 m
- 20 km marche F :
  -  Brigita Virbalytė-Dimšienė : 1 h 27 min 59 s
- 50 km marche F :
  -  Alina Tsvily : 4 h 12 min 44 s
  -  Dušica Topić : 4 h 30 min 43 s
  -  Ivana Renić : 4 h 35 min 39 s
- Heptathlon F :
  -  Ivona Dadic : 6 552 pts
- 4 x 100 m H :
  -  Turquie : 38 s 30, puis 37 s 98
  -  Finlande : 39 s 11, puis 38 s 92
  -  Pays-Bas : 38 s 03
- 4 x 100 m F :
  -  Irlande : 43 s 80
  -  Danemark : 44 s 09
- 4 x 400 m H :
  -  Tchéquie : 3 min 2 s 62
- 4 × 400 m F :
  -  Belgique : 3 min 27 s 69
- Marathon H :
  -  Maru Teferi : 2 h 13 min 00 s
- Marathon F :
  -  Eva Vrabcová-Nývltová : 2 h 26 min 31 s

## Légende
Records et Performances
- AR : Record continental (area record)
- CR : Record des championnats (championship record)
- MR : Record du meeting (meet record)
- NR : Record national (national record)
- OR : Record olympique (olympic record)
- PR : Record paralympique (paralympic record)
- PB : Record personnel (personal best)
- SB : Meilleure performance personnelle de la saison (season's best)
- WL : Meilleure performance mondiale de l'année (world leader)
- WJR : Record du monde junior (world junior record)
- WR : Record du monde (world record)

Circonstances et Conditions
- DNF : N'a pas terminé (did not finish)
- DNS : N'a pas pris le départ (did not start)
- DQ : Disqualification (disqualification)
- NM : Aucun essai valable enregistré (No Mark)
- Q : Qualifié « directement » au prochain tour (ou à la prochaine compétition), lors d'une compétition majeure, grâce au classement ou à la réalisation des minima (automatic qualifier)
- q : Qualifié au prochain tour (ou à la prochaine compétition), lors d'une compétition majeure, grâce au repêchage ou à la réalisation de l'une des meilleures performances parmi celles des « non qualifiés directement » (grâce au meilleur temps ou à la meilleure distance par exemple) (secondary qualifier)